# Suzanne Morrow
Suzanne „Suzi“ Morrow, verh. Francis (* 14. Dezember 1930 in Toronto; † 11. Juni 2006) war eine kanadische Eiskunstläuferin, die im Einzellauf und im Paarlauf startete.

## Werdegang
Ihre größten Erfolge feierte Morrow im Paarlauf mit Wallace Diestelmeyer. Die kanadischen Meister von 1947 und 1948 gewannen im Jahr 1948 sowohl die Bronzemedaille bei den Olympischen Winterspielen in St. Moritz wie auch bei der Eiskunstlauf-Weltmeisterschaft in Davos. Das Paar zeigte als erstes die Todesspirale mit nur einer Hand in der heute bekannten Form.
Im Einzellauf wurde Morrow in den Jahren 1949 bis 1951 kanadische Meisterin. Sie nahm im Zeitraum von 1948 bis 1953 mit Ausnahme von 1949 an allen Weltmeisterschaften teil, blieb aber ohne Podiumsplatz. Von 1950 bis 1952 belegte sie dreimal hintereinander den vierten Platz und verpasste somit eine Medaille nur knapp. Morrow bestritt zwei Olympische Spiele im Einzellauf. 1948 in St. Moritz belegte sie den 14. Platz und 1952 in Oslo wurde sie Sechste.
Nachdem sich Morrow von den Wettkämpfen zurückgezogen hatte, war sie noch über 50 Jahre lang als Wertungsrichterin tätig. Bei den Olympischen Winterspielen 1988 in Calgary sprach sie als erste Frau überhaupt den olympischen Eid für die Preisrichter.
Morrow machte 1952 einen Abschluss in Veterinärmedizin und arbeitete als Tierärztin bis zu ihrer Pensionierung 1995. Während dieser Zeit war sie auch als Preisrichterin bei Hundeausstellungen des Canadian Kennel Clubs tätig.

## Ergebnisse

### Einzellauf
| Wettbewerb / Jahr          | 1947 | 1948 | 1949 | 1950 | 1951 | 1952 | 1953 |
| -------------------------- | ---- | ---- | ---- | ---- | ---- | ---- | ---- |
| Olympische Winterspiele    |      | 14.  |      |      |      | 6.   |      |
| Weltmeisterschaften        |      | 13.  |      | 4.   | 4.   | 4.   | 5.   |
| Kanadische Meisterschaften | 3.   |      | 1.   | 1.   | 1.   |      |      |

### Paarlauf
(mit Wallace Diestelmeyer)
| Wettbewerb / Jahr          | 1947 | 1948 |
| -------------------------- | ---- | ---- |
| Olympische Winterspiele    |      | 3.   |
| Weltmeisterschaften        |      | 3.   |
| Kanadische Meisterschaften | 1.   | 1.   |